# Atilano Vecino Escuadra
Atilano Vecino (Coreses, 18 d'agost de 1958) és un exfutbolista castellanolleonès, que jugava de defensa.

## Trajectòria
Després de jugar en l'equip del seu poble natal, fitxa el 1980 pel Zamora CF, de Segona B, i a l'any següent per la UD Melilla, de la mateixa categoria.
A la campanya 82/83 arriba al Celta de Vigo, el club on passaria la major part de la seua carrera esportiva. Eixa temporada els gallecs jugaven a primera divisió, i el castellanolleonès apareix en 24 ocasions i marca dos gols, però l'equip perd la categoria. Després de dos anys en la categoria d'argent, tornen a Primera la 85/86, on Atilano segueix sent titular i juga 30 partits. L'estada, però, és fugaç i el Celta retorna a la Segona.
De seguida els viguesos recuperen la màxima categoria. A la 87/88 Atilano juga la seua tercera campanya en Primera. En esta etapa, el defensa és peça clau del seu equip i apareix pràcticament en tots els onzes inicials. Al 90, el Celta descendeix i a poc a poc el de Coreses va minvant la seua aportació al club.
El Celta puja de nou per la temporada 92/93, però ara Atilano ja és suplent. Encara però, disputa una desena de partits cada temporada. Al final de la temporada 93/94, el jugador penja les botes. Atilano suma 183 partits i 5 gols en primera divisió.
Després de la seua retirada, ha seguit vinculat en l'organigrama directiu del Celta de Vigo.